# Championnats d'Europe de cyclisme sur route 2007
Navigation
Édition précédente Édition suivante
Les Championnats d'Europe de cyclisme sur route 2007 se sont déroulés du 19 au 22 juillet 2007, à Sofia en Bulgarie. 

## Compétitions
| Jeudi 19 juillet - Femmes - moins de 23 ans, 24 km - Hommes - Juniors, 24 km Vendredi 20 juillet - Hommes - moins de 23 ans, 34 km - Femmes - Juniors, 12 km | Samedi 21 juillet - Femmes - moins de 23 ans, 112 km - Hommes - Juniors, 140 km Dimanche 22 juillet - Femmes - Juniors, 70 km - Hommes - moins de 23 ans, 168 km |

## Résultats
| Compétitions             | Or                          | Temps           | Argent                        | Temps  | Bronze                       | Temps  |
| Hommes - moins de 23 ans |                             |                 |                               |        |                              |        |
| Course en ligne          | Andrey Klyuev Russie        | 3 h 54 min 49 s | Ignatas Konovalovas Lituanie  | + 2 s  | Normunds Lasis Lettonie      | + 13 s |
| Contre-la-montre         | Maxim Belkov Russie         | 41 min 15 s     | Rein Taaramäe Estonie         | + 6 s  | Adriano Malori Italie        | + 17 s |
| Hommes - Juniors         |                             |                 |                               |        |                              |        |
| Course en ligne          | Michał Kwiatkowski Pologne  | 3 h 17 min 01 s | Fabien Taillefer France       | m.t.   | Ole Haavardsholm Norvège     | m.t.   |
| Contre-la-montre         | Ilnur Zakarin Russie        | 31 min 06 s     | Michał Kwiatkowski Pologne    | + 19 s | Piotr Gawroński Pologne      | + 28 s |
| Femmes - moins de 23 ans |                             |                 |                               |        |                              |        |
| Course en ligne          | Marianne Vos Pays-Bas       | 3 h 02 min 54 s | Marta Bastianelli Italie      | m.t.   | Rasa Leleivytė Lituanie      | m.t.   |
| Contre-la-montre         | Linda Villumsen Danemark    | 33 min 54 s     | Svitlana Galyuk Ukraine       | + 37 s | Martina Sáblíková Tchéquie   | + 45 s |
| Femmes - Juniors         |                             |                 |                               |        |                              |        |
| Course en ligne          | Valentina Scandolara Italie | 2 h 22 min 06 s | Daria Gorbatovskaya Russie    | m.t.   | Gloria Presti Italie         | m.t.   |
| Contre-la-montre         | Valeriya Kononenko Ukraine  | 33 min 54 s     | Anne-Marie Schmitt Luxembourg | + 37 s | Alena Amialiusik Biélorussie | + 45 s |

## Tableau des médailles
| Rang  | Nation      | Or | Argent | Bronze | Total |
| ----- | ----------- | -- | ------ | ------ | ----- |
| 1     | Russie      | 3  | 1      | 0      | 4     |
| 2     | Italie      | 1  | 1      | 2      | 4     |
| 3     | Pologne     | 1  | 1      | 1      | 3     |
| 4     | Ukraine     | 1  | 1      | 0      | 2     |
| 5     | Pays-Bas    | 1  | 0      | 0      | 1     |
| 5     | Danemark    | 1  | 0      | 0      | 1     |
| 7     | Lituanie    | 0  | 1      | 1      | 2     |
| 8     | Estonie     | 0  | 1      | 0      | 1     |
| 8     | France      | 0  | 1      | 0      | 1     |
| 8     | Luxembourg  | 0  | 1      | 0      | 1     |
| 11    | Lettonie    | 0  | 0      | 1      | 1     |
| 11    | Norvège     | 0  | 0      | 1      | 1     |
| 11    | Tchéquie    | 0  | 0      | 1      | 1     |
| 11    | Biélorussie | 0  | 0      | 1      | 1     |
| Total | Total       | 8  | 8      | 8      | 24    |